# گیارچین
گِیارچین روستایی است در استان تاووش ارمنستان.